# Niger na Letnich Igrzyskach Olimpijskich 1996
Niger na Letnich Igrzyskach Olimpijskich 1996 reprezentowało 3 zawodników: 2 mężczyzn i 1 kobieta. Był to 7 start reprezentacji Nigru na letnich igrzyskach olimpijskich.

## Skład kadry

### Lekkoatletyka
Mężczyźni
- Boureima Kimba – bieg na 100 m – odpadł w eliminacjach,
- Abdou Manzo – maraton – 85. miejsce

Kobiety
- Rachida Mahamane – odpadła w eliminacjach